# Такталачук
Такталачу́к (рос. Такталачук, башк. Таҡталасыҡ) — присілок у складі Краснокамського району Башкортостану, Росія. Входить до складу Куяновської сільської ради.
Населення — 25 осіб (2010; 28 у 2002).
Національний склад:
- башкири — 57 %
- татари — 39 %